# Bernhard Karlgren
Klas Bernhard Johannes Karlgren (phát âm tiếng Thụy Điển: [ˈbæ̌ːɳaɖ ˈkɑ̂ːɭɡreːn]; 15 tháng 10 năm 1889 – 20 tháng 10 năm 1978) là nhà Hán học, nhà ngôn ngữ học người Thụy Điển tiên phong trong lĩnh vực ngữ âm học lịch sử tiếng Hán nhờ sự vận dụng tân tiến phương pháp so sánh – lịch sử. Đầu thế kỷ thứ 20, Karlgren đã bắt đầu khảo sát rộng rãi các biến thể Hán ngữ đương đại và tìm hiểu về cách thức gieo vần trong thơ Trung Quốc cổ đại, qua đó ông đã tổng hợp những khám phá của mình để có thể tạo ra những bản phục nguyên ngôn ngữ hoàn chỉnh đầu tiên của những thứ tiếng mà ngày nay giới hàn lâm gọi là tiếng Hán trung cổ và tiếng Hán thượng cổ.

## Thiếu thời và giáo dục
Bernhard Karlgren sinh ngày 15 tháng 10 năm 1889 tại Jönköping, Thụy Điển. Thân phụ ông, Johannes Karlgren, dạy tiếng Latinh, tiếng Hy Lạp cổ đại, và tiếng Thụy Điển tại một trường trung học địa phương. Karlgren thể hiện năng khiếu ngôn ngữ học từ lúc còn rất trẻ, lấy làm hứng thú việc nghiên cứu các phương ngữ Thụy Điển và các câu chuyện dân gian cổ truyền. Ông làm chủ các ngôn ngữ cổ điển từ rất sớm và là một nhà biên dịch thơ Hy Lạp cổ chuyên nghiệp. Ông cũng có sở thích tìm hiểu về Trung Quốc, đã từng viết bài thơ, The White Hind, lấy bối cảnh ở đất nước này. Năm 14 tuổi, Karlgren hoàn thành bài báo mô tả học thuật đầu tiên của mình về các câu chuyện dân gian truyền thống của tỉnh Småland dựa trên hệ thống ký hiệu ngữ âm do Johan August Lundell đề xướng, rồi xuất bản bài báo đầu tiên vào năm 1908 khi mới 18 tuổi. Ông học tiếng Nga tại Đại học Uppsala dưới sự chỉ giáo của Lundell, tốt nghiệp cử nhân chuyên ngành Bắc Âu, Hy Lạp, và Slav học vào năm 1909. Tuy ban đầu có ý định theo đuổi ngành ngôn ngữ Scandinavia, ông đổi hướng sang ngành nghiên cứu Hán ngữ theo lời khuyên của người anh trai Anton Karlgren (1882–1973). Sở dĩ vì ông nghĩ rằng, dựa theo lời khuyên của Lundell, tiếng Hán có nhiều phương ngữ hơn để đào sâu tìm tòi. Sau đó, ông đặt chân tới St. Petersburg, một trong những trung tâm nghiên cứu tiếng Hán ở châu Âu nhờ công lao của nhà ngôn ngữ học tiên phong Vasily Vasilyev. Tại đây, Karlgren, dưới sự hướng dẫn tận tình của A. I. Ivanov, đã giành được một quỹ học bổng để tài trợ cho công cuộc nghiên cứu phương ngữ tiếng Hán mặc dù ông chưa có nhiều kinh nghiệm về lĩnh vực này.
Karlgren sống ở Trung Quốc từ năm 1910 tới năm 1912. Ông biết nói và viết tiếng Trung ở mức độ cơ bản chỉ sau vài tháng tập tành, rồi ngay lập tức bắt tay vào việc lập danh sách câu hỏi gồm 3.100 Hán tự để thu thập dữ liệu phương ngữ. Sau khi dùng hết quỹ học bổng, Karlgren tự xoay sở kiếm tiền bằng cách dạy tiếng Pháp và tiếng Anh. Ông rốt cuộc thu về dữ liệu của tổng cộng 19 phương ngữ Quan thoại, cũng như tiếng Thượng Hải, phương ngữ Phúc Châu của Tiếng Mân Đông, tiếng Quảng Đông, cách đọc Hán-Việt và Hán-Nhật của các Hán tự trong bản câu hỏi.

## Sự nghiệp
Karlgren trở về châu Âu vào tháng 1 năm 1912, ban đầu trú ở London, rồi Paris, trước khi quay lại Uppsala, nơi ông hoàn thiện luận án tiến sĩ "Études sur la phonologie chinoise" ("Nghiên cứu ngữ âm tiếng Hán") vào năm 1915. Mặc dù luận văn được viết bằng tiếng Pháp, hầu hết các công trình học thuật về sau của ông lại được viết bằng tiếng Anh. Sau khi nhận bằng tiễn sĩ, Karlgren đứng giảng tại Đại học Gothenburg, giữ chức hiệu trưởng từ năm 1931 tới năm 1936.
Năm 1939, Karlgren nối gót Johan Gunnar Andersson và trở thành giám đốc Bảo tàng Cổ vật Viễn Đông (Östasiatiska Museet), chức vụ mà ông đảm nhận đến năm 1959. Viện bảo tàng này được thành lập vào năm 1926 để lưu trữ những khám phá tiền sử tiên phong của Andersson ở Trung Quốc vào thập kỷ 1920, rồi được mở rộng để bao gồm cả những cổ vật trên khắp châu Á với niên đại đa dạng hơn. Karlgren là chỗ quen biết của Andersson trong nhiều năm, đồng thời là người kế tục Andersson làm biên tập viên của tập san bảo tàng Bulletin of the Museum of Far Eastern Antiquities (BMFEA, 1929–) cho tới những năm 1970. Bản thân Karlgren cũng đã xuất bản rất nhiều bài đăng trên tạp chí này.

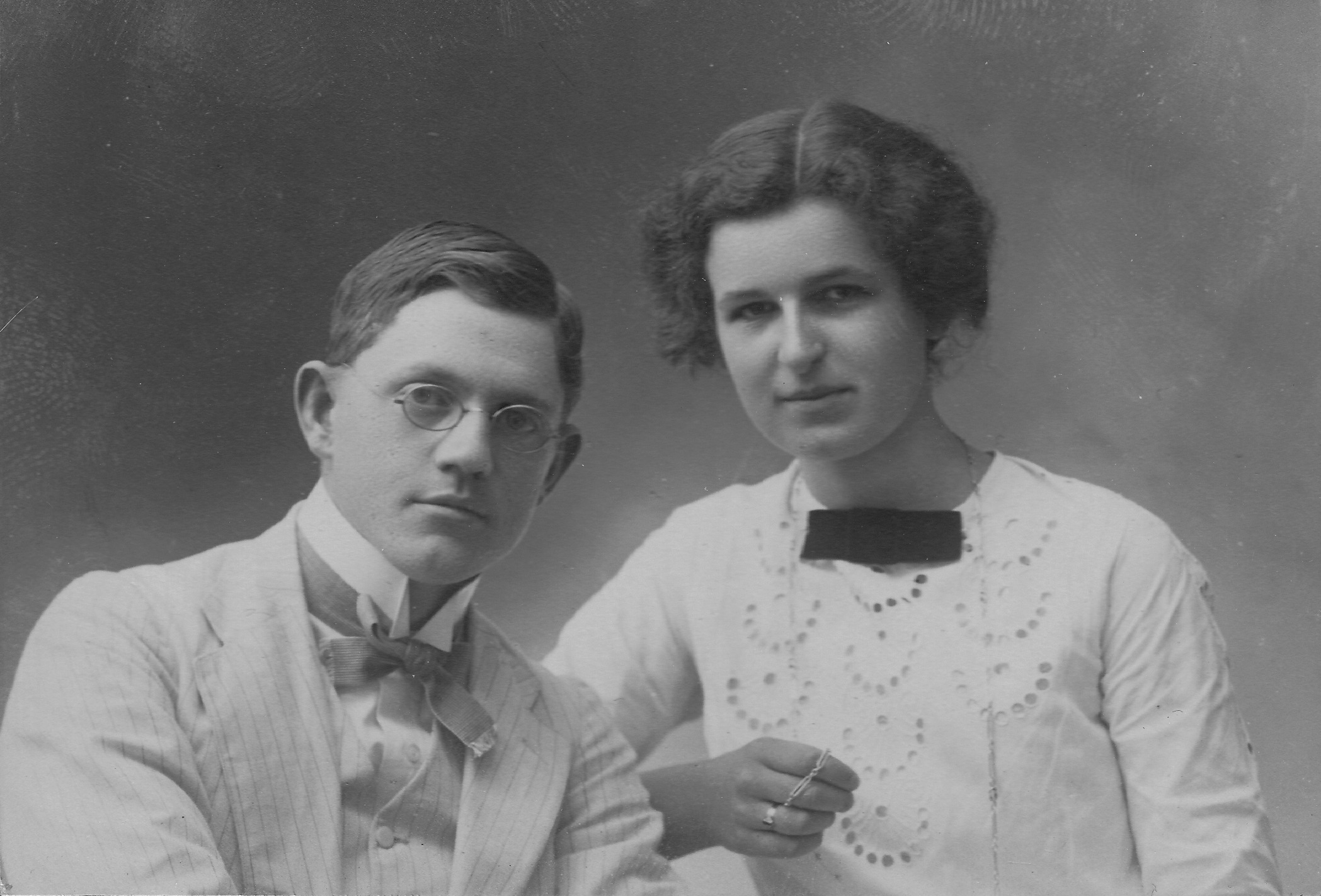
Bernhard Karlgren và vợ Inna

Năm 1946, Karlgren bắt đầu công kích lĩnh vực diễn giải lịch sử Trung Quốc ở châu Âu thời bấy giờ. Thông qua các nhận xét về lịch sử thời tiền Hán trong bài báo Legends and Cults in Ancient China, ông đã chỉ ra rằng "điểm chung của các luận thuyết này là sự thiếu vắng phương pháp luận phê bình trong việc xử lý tư liệu". Cụ thể, Karlgren phê phán phương cách chắp ghép và diễn giải tư liệu mà không có sự chắt lọc niên đại trong nghiên cứu lịch sử Trung Quốc." Theo cách này mà ta có được những tường thuật lịch sử rất đầy đủ và chi tiết — song chúng thực chất lại là biếm họa của những tường thuật lịch sử minh xác."
Năm 1950, Karlgren được giới thiệu vào công tác tại Học viện Khoa học và Nghệ thuật Hoàng gia Hà Lan.

## Công trình tuyển chọn
- — (1915). Études sur la phonologie chinoise (Luận văn Tiến sĩ). Đại học Uppsala. hdl:10111/UIUCBB:karlbe0001etusur.
- — (1918). Ordet och Pennan i Mittens Rike. Adapted as Sound and symbol in Chinese, London: Oxford University Press, 1923. Reprinted 2007: Toronto: Global Language Press, ISBN 978-0-9738924-0-6.
- — (1922). “The reconstruction of Ancient Chinese”. T'oung Pao. 21: 1–42. doi:10.1163/156853222X00015.
- — (1923). Analytic Dictionary of Chinese and Sino-Japanese. Paris: Paul Geuthner. Reprinted by Dover Publications, ISBN 978-0-486-21887-8.
- — (1929). “The Authenticity of Ancient Chinese Texts”. Bulletin of the Museum of Far Eastern Antiquities. 1: 165–183.
- — (1931a). “The Early History of the Chou Li and Tso Chuan Texts”. Bulletin of the Museum of Far Eastern Antiquities. 5: 1–59.
- — (1931b). “Tibetan and Chinese”. T'oung Pao. Second Series. 28 (1–2): 25–70. doi:10.1163/156853231X00024. JSTOR 4526964.
- — (1933). “Word Families in Chinese”. Bulletin of the Museum of Far Eastern Antiquities. 5: 9–120.
- — (1937). “New Studies on Chinese Bronzes”. Bulletin of the Museum of Far Eastern Antiquities. 9: 9–117.
- — (1940). “Grammata Serica, Script and Phonetics in Chinese and Sino-Japanese”. Bulletin of the Museum of Far Eastern Antiquities. 12: 1–471.
- — (1941). “Huai and Han”. Bulletin of the Museum of Far Eastern Antiquities. 13: 1–125.
- — (1942). “Glosses on the Kuo Feng Odes”. Bulletin of the Museum of Far Eastern Antiquities. 14: 71–247.
- — (1944). “Glosses on the Siao ya odes”. Bulletin of the Museum of Far Eastern Antiquities. 16: 25–139.
- — (1946a). “Glosses on the Ta Ya and Sung Odes”. Bulletin of the Museum of Far Eastern Antiquities. 18: 1–198.
- — (1946b). “Legends and Cults in Ancient China”. Bulletin of the Museum of Far Eastern Antiquities. 18: 199–365.
- — (1950). “The Book of Documents”. Bulletin of the Museum of Far Eastern Antiquities. 22: 1–81.
- — (1954). “Compendium of Phonetics in Ancient and Archaic Chinese”. Bulletin of the Museum of Far Eastern Antiquities. 26: 211–367.
- — (1957). “Grammata Serica Recensa”. Bulletin of the Museum of Far Eastern Antiquities. 29: 1–332.